# Eutifrón de Prospalta

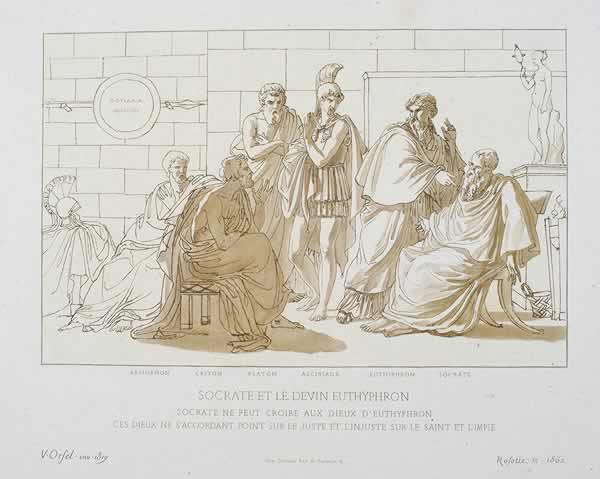
Sócrates y Eutifrón, obra de Victor Orsel.

Eutifrón De Prospalta (en griego antiguo: Εὐθύφρων Προσπάλτιος; fl. 400 a. C.) fue un profeta religioso (mantis) de la Antigua Atenas, conocido por su aparición en el diálogo homónimo escrito por Platón. El debate entre Eutifrón y Sócrates ha influenciado a generaciones de teólogos, que han buscado resolver el planteamiento acerca de la relación entre Dios y la moral, conocido como el dilema de Eutifrón.

## Vida
Su biografía puede ser reconstruida solo a través de los detalles narrados por Platón en Eutifrón y Crátilo, ya que no existen otras fuentes contemporáneas. Mientras el primer diálogo está ambientado en el año 399 a.c., la fecha de ambientación de Crátilo es incierta, proponiéndose el año 422 o el 399; esto hace difícil determinar el período de actividad de Eutifrón, pero el paradigma de datación anterior sugiere que puede haber sido una figura longeva en Atenas. 
Fue un ciudadano ateniense del demo de Prospalta, lo bastante viejo para haber tenido múltiples apariciones antes de la asamblea ateniense del 399, lo cual indica que su nacimiento tuvo lugar en algún momento cercano a la mitad del siglo V a. C. Por su aparición en Crátilo sabemos que está probablemente a la mitad de sus cuarenta en Eutifrón,  y que su padre rondaba los setenta, por lo cual este último era un contemporáneo de Sócrates. Eutifrón había cultivado tierras en Naxos, probablemente como parte de la cleruquía establecida por Pericles en el 447, en la cual su padre pudo haber participado. De ser un hecho real (y no una invención literaria de Platón), el juicio instigado contra su padre, descrito en el Eutifrón, pudo haber empezado ya en el 404. Parece que Eutifrón presentó cargos contra su propio padre, por dejar morir en una fosa a un jornalero que había degollado a un criado de la familia, aunque es probable que Eutifrón no esperara que se aplicara un castigo grave por este delito.
La condición de vidente de Eutifrón se apoya en ambos textos. Aunque Sócrates parece tratar esta facultad con desdén irónico, nunca la critica abiertamente. Se da a entender que los demás ciudadanos atenienses presentes en la Ekklesía respondían a menudo a las afirmaciones de Eutifrón sobre la adivinación con desdén y desprecio. Ambos diálogos atestiguan el especial interés de Eutifrón por dioses-padre como Urano, Cronos y Zeus. Y Sócrates acredita a Eutifrón el haber encendido una profunda inspiración durante el ejercicio etimológico que emprende en Crátilo.
Cabe mencionar, que es posible que Eutifrón haya sido creado por Platón como un personaje ficticio que se adapta al objetivo de la obra. Irónicamente, su nombre en griego antiguo significa «pensador recto» o «Señor Mente correcta». Es una combinación de εὐθύς (euthys), que significa «directamente» o «directo» y el verbo φρονέω (phroneô) que significa «para pensar» o «para razonar».

## Legado
Aunque no conocemos mucho de la vida de Eutifrón, su representación en la obra de Platón despertó el interés de muchas generaciones de estudiosos y comentaristas. Diógenes Laercio lo describe como un hombre que se aleja de la acusación de su padre tras la aporía demostrada en Eutifrón. Inspirado en esta aporía, el dilema de Eutifrón surgió en la antigüedad y fue revivido por Ralph Cudworth y Samuel Clarke en los siglos XVII y XVIII, permaneciendo relevante en las discusiones teológicas y filosóficas durante siglos.